# Caso Aída Curi
Caso Aída Curi refere-se ao assassinato de Aída Jacob Curi, de dezoito anos, ocorrido em  dia 14 de julho de 1958 no bairro de Copacabana, Rio de Janeiro.
Aída foi levada à força por Ronaldo Castro e Cássio Murilo ao topo do Edifício Rio Nobre, na Avenida Atlântica, onde os dois rapazes foram ajudados pelo porteiro Antônio Sousa a abusar sexualmente da jovem. De acordo com a perícia ela foi submetida a pelo menos trinta minutos de tortura e luta intensa contra os três agressores, até vir a desmaiar. Para encobrir o crime os agressores atiraram a jovem do terraço no décimo segundo andar do prédio tentando simular um suicídio. Aída faleceu em função da queda.
Houve três julgamentos. Ao final, Ronaldo Castro foi inocentado da acusação de homicídio, sendo condenado apenas por atentado violento ao pudor e tentativa de estupro. Sua pena foi de oito anos e nove meses. O porteiro, Antônio Sousa, também inocentado da acusação de homicídio, mas condenado pelas outras, desapareceu. Nada mais se soube dele. Já Cássio Murilo, menor de idade na época do crime, foi condenado pelo homicídio de Aída e encaminhado ao Sistema de Assistência ao Menor (SAM), de onde saiu direto para prestar o serviço militar.

## Envolvidos

### A vítima

Aída Curi.

Aída Jacob Curi (Belo Horizonte, 15 de dezembro de 1939 — Rio de Janeiro, 14 de julho de 1958) era a terceira dos cinco filhos de um casal de imigrantes da Síria, Gattás Assad Curi e Jamila Jacob Curi, que pertenciam à Igreja Melquita Católica. Aos cinco anos, Aída perdeu seu pai, o que fez com que sua mãe se mudasse para o Rio de Janeiro e trabalhar. Na época todos os seus irmãos — Nelson, Roberto, Maurício e Waldir — tinham menos de dez anos, com exceção do filho mais velho. Dona Jamila seguiu com os filhos para a Escola Moreira do Riachuelo, e lá permaneceu por oito anos. Aos seis anos, Aída foi encaminhada para estudar num colégio de freiras espanholas, da congregação Filhas de São José, o Educandário Gonçalves de Araújo, um colégio interno para meninas órfãs, em São Cristóvão. Ela estudou ali nos doze anos seguintes. Passado esse período, a jovem deixou o Educandário para começar a vida fora dali. Na época de sua morte, Aída fazia cursos de datilografia, inglês e português, e trabalhava na loja do irmão.

### Os réus

Ronaldo Castro: principal acusado.

- Ronaldo Guilherme de Souza Castro: natural do Espírito Santo, morava e estudava no Rio de Janeiro, tinha dezenove anos na época do crime. Pertencia a uma tradicional família. Tinha má fama na vizinhança e na escola. Sempre foi mau aluno, tirava notas baixíssimas, foi reprovado nos colégios.[13] Fora expulso de colégios, acusado de diversas agressões e de ter participado do roubo de um carro pertencente à Secretaria de Agricultura. Também fora preso por indisciplina quando servira no Exército e coisas semelhantes.[carece de fontes?] Uma prima de Ronaldo, Mariza Eneider Castro, contou que o jovem assassino era devasso, a fez passar por vexames várias vezes e que, além de tudo, era ladrão. Desconsiderando os roubos em família, é autor de furto de joias e dinheiro numa pensão na lagoa Rodrigo de Freitas. O crime foi descoberto, mas o dinheiro de seu pai silenciou a Polícia e indenizou as vítimas. A moça disse que certa vez, em Vitória, Espírito Santo, o primo tentou entregá-la por 20 mil cruzeiros a um sujeito conhecido como “Mãozinha”. Dez mil cruzeiros seriam para ele, Ronaldo Castro, os outros dez para ela. Afirmou também que o pai do primo encobria as besteiras do filho delinquente através de subornos. Mariza contou ainda que se sentia culpada por não haver revelado os fatos antes e que só manteve sigilo a pedido dos pais de Ronaldo.[14]
- Cássio Murilo Ferreira: Era sobrinho do síndico do prédio. Já tinha sido expulso do Ginásio do Alferes por mau comportamento, também fora expulso de outro colégio por tentar levantar as saias das garotas e já teria arrombado a porta de um prédio vizinho ao que morava para roubar uma lambreta. O jovem era menor de idade na época do crime, tinha dezesseis anos.
- Antônio João de Sousa: era o porteiro do Edifício Rio-Nobre, onde ocorreu o crime. Tinha 26 anos na época. Pouco se falou sobre sua vida.

## O assassinato

O corpo de Aída ainda na cena do crime.

No dia 14 de julho de 1958, Aída caminhava com uma colega na Rua Miguel Lemos após sair da aula do curso de datilografia na Escola Remington, quando as duas foram abordadas por alguns rapazes: Ronaldo Castro, dezenove anos, Cássio Murilo, dezessete, e o porteiro Antônio Sousa, 27. Em determinado momento, Aída afastou-se da amiga, e foi tentar recuperar objetos que lhe foram tomados pelos jovens — seus óculos e sua bolsa, onde estava o dinheiro para a condução. A estratégia deles era usar os pertences para atraí-la ao prédio, o Edifício Rio Nobre na Avenida Atlântica. Foi uma violência sexual premeditada — na época conhecida como "curra". Segundo testemunhas, Aída foi puxada para dentro do elevador e, aos berros, chegou ao topo do prédio. Um jornal da época noticiou que foi num apartamento do décimo segundo andar, ainda em fase de acabamento, que ocorreu a luta dos agressores para a imobilização de Aída. Ronaldo e Cássio foram ajudados pelo porteiro do prédio, Antônio. Durante trinta minutos, a jovem foi espancada com grande violência, além de os agressores tentarem estuprá-la. A vítima teria caído desmaiada por causa da exaustão física. Seu corpo foi jogado do terraço, a fim de simular o suicídio da vítima.

## Investigações
De acordo com o laudo médico da necrópsia, realizada pelo médico legista Mário Martins Rodrigues, do Instituto Médico Legal, Aída morreu virgem. O abuso sexual não chegou a ser consumado. Ainda de acordo com o laudo, o corpo da vítima apresentava escoriações e equimoses provocadas por unhadas e socos. No peito, no lado esquerdo, aparecem sinais de profundas unhadas. Arranhões nas coxas, ventre, pescoço e equimoses no abdômen. Houve ruptura interna do lábio superior devido a um soco. Tentativas de estrangulamento. Sinais de forte trauma no queixo. Marcas nos braços, antebraços, punhos e dorso das mãos (significando “ferimentos de defesa”). Algumas marcas no tórax que podiam ser consequência de mordida.[carece de fontes?]
As roupas da jovem foram examinadas nos laboratórios do Instituto de Criminalística do Departamento Federal de Segurança Pública.
A fim de reconstituir a cena do crime, os peritos constataram que por trinta minutos a jovem foi submetida a cruéis sofrimentos, violências e espancamentos.
Os peritos criminais deixaram bem claro em seus relatórios que, para levar Aída ao estado de exaustão, um só agressor, mesmo usando de muita violência, não seria suficiente. Seriam necessárias pelo menos duas pessoas agindo simultaneamente parar espancar Aída até o desmaio. O médico legista, Mário Martins Rodrigues, declarou que não encontrou na vítima nenhum estado de debilidade orgânica. A jovem não seria levada com facilidade ao estado de “stress”, ou seja, de exaustão total.
Ronaldo alegou ter deixado o prédio para se encontrar com uma moça chamada Zilza Maria Fonseca às 20h15, bem antes de o corpo de Aída ser jogado do terraço. O perito Murilo Vieira Sampaio calculou, com a maior exatidão possível, o tempo de duração do crime no terraço, de acordo com a cronometragem feita durante a reconstituição do crime. Tal cronometragem mostrou que de forma alguma Ronaldo poderia ter deixado o terraço às 20h15 para ir encontrar-se com a farsante. Isso porque às 20h20 ele ainda estava rondando o Edifício Rio-Nobre ao lado de Aída, tentando encontrar um local aonde levá-la para praticar a curra. Há várias pessoas que os viram; uma delas, Luiz Beethoven Cabral Leme, que apresentou-se à polícia para contar que estava na Rua Miguel Lemos acompanhado de duas jovens, Suely Weydt e Ivani Prado. Foi quando passou outro rapaz, cabo no Forte de Copacabana, Amaury Freire, ao qual Luiz Leme perguntou as horas. Eram 20h20. Dali a alguns instantes os três viram Ronaldo passar ao lado de Aída.

### Tentativas de fraudar o processo

#### Suposto suicídio
A defesa apresentou uma versão afirmando que Aída teria se matado, se jogando do 12.° andar para fugir do ataque de Ronaldo, Cássio e Antônio, o porteiro. Entretanto, havia indícios que desmentiam essa versão e levavam a crer que a moça realmente foi assassinada e não se suicidou. Entre as evidências está o lenço manchado de sangue encontrado na bolsa da jovem. A necrópsia de Aída revelou ferimentos nos lábios, em função da bofetada de Ronaldo, confirmada por ele mesmo. Além disso, Ronaldo confessou, em juízo, ter rasgado a saia e todas as roupas íntimas de Aída. A anágua da jovem foi encontrada toda ensanguentada. Outros indícios são os ferimentos puntiformes e em semicírculo no rosto, cujo diâmetro coincide com o do anel do porteiro. Todavia, tudo isso foi desprezado pelo júri. Na parede externa do parapeito do terraço os peritos encontraram marcas deixadas pelas sandálias de Aída, que rasparam quando ela foi jogada lá de cima, provando que ela não tinha se atirado. O corpo caiu rente ao edifício.

#### Alterações na cena do crime
Havia indícios de que os criminosos alteraram a cena do crime. Os livros de Aída caíram ou foram colocados bem junto ao corpo da vítima, como se ela tivesse saltado do prédio com eles. Entretanto, dificilmente ela estaria com os livros ainda nas mãos após trinta minutos de violência e luta intensa contra três agressores.

#### Falso testemunho
O pai de Ronaldo, Edgard Castro, teria contratado uma jovem chamada Zilza Maria Fonseca para álibi do filho. Ela disse que conversava com Ronaldo num banco da Avenida Atlântica quando Aída foi jogada. Porém a moça contratada não compareceu ao julgamento. Ao invés dela, a defesa preferiu levar outra testemunha: Lecy Gomes Lopes, que afirmou ter visto Zilza com Ronaldo à hora do crime. Levando a sociedade a questionar: “Por que em vez de Zilza trouxeram a mulher que ‘viu’ a Zilza?” .Segundo a revista O Cruzeiro, o depoimento de Ronaldo e o de Lecy foram contraditórios. Ela afirmou que passeava com a sua filha e a empregada, se sentou num banco da Avenida Atlântica, defronte à Rua Djalma Ulrich, onde já se encontrava um casal, Ronaldo Castro e Zilza Maria Fonseca. Já Ronaldo, afirmou em seu depoimento que passeava com Zilza pela praia e que, ao chegarem os dois ao tal banco, já se encontrava lá uma senhora, uma moça e uma criança de três anos.
Além do mais, Lecy descreve Zilza como loira, mas ela era morena. Ela também afirmou que Zilza cantava uma canção de Maysa, que falava muito em “você”. A canção seria “Por causa de você” que Maysa só gravou em 1959, depois do crime.

## Julgamentos
No primeiro julgamento de Ronaldo Castro ele foi condenado a 37 anos e meio de prisão, 25 anos pela morte de Aída, o restante por atentado violento ao pudor e tentativa de estupro. O porteiro Antônio Sousa foi condenado a trinta anos e Cássio, considerado como o verdadeiro assassino, não pôde ser julgado por ser menor de idade.[carece de fontes?]
A defesa recorreu e conseguiu um segundo julgamento que aconteceu em março de 1959. Durante o novo julgamento de Ronaldo, o advogado Romeiro Neto questionou o médico legista, Mário Martins Rodrigues, quanto a certas lesões encontradas nos seios de Aída Curi. Queria saber se eram marcas de dentes ou não. Como na época surgiram dúvidas, foi chamado o Raimundo Rodrigues, professor perito em odontologia da Faculdade Nacional de Odontologia, que fez os exames das lesões suspeitas, tirou modelos em gesso dos ferimentos e fez os estudos técnicos periciais necessários. Concluídas as provas em gesso, o perito odontologista passou à segunda fase do processo: examinar as arcadas dentárias dos acusados. A pedido do Juiz de Menores, Cássio foi examinado nos laboratórios da própria Faculdade Nacional de Odontologia, e o exame comprovou o menor delinquente não era o autor das dentadas no busto de Aída. Cássio Murilo era inocente no caso das dentadas. Restava ao perito examinar as arcadas de Ronaldo Castro e as do porteiro Antônio Sousa. Porém, essa perícia foi interrompida por ordem deliberada do juiz Souza Netto. Quando questionado o juiz afirmou que se Ronaldo deixou o edifício às 20h15, conforme prova testemunhal incontroversa existente nos autos, não interessava para o julgamento do mesmo fazer esses exames, porque estava provado pelo depoimento das testemunhas que ele apenas deu um tapa em Aída, não lhe arranhou com as unhas, não lhe deu dentadas e não a jogou do alto do edifício.
Ronaldo foi absolvido da acusação de homicídio e ficando apenas com a pena pelos outros dois crimes. O júri julgou que o único responsável pela morte da vítima era Cássio eximindo de culpa também o porteiro. Por ser menor e inimputável, Cássio Murilo foi encaminhado ao Sistema de Assistência ao Menor (SAM), de onde saiu direto para prestar o serviço militar. Alguns anos depois, ele foi acusado de matar um vigia de automóveis. Fugiu para o exterior até que a pena pelo assassinato fosse prescrita.[carece de fontes?] Cássio teria sido assassinado em 1978, num incidente.
Houve ainda um terceiro julgamento, no qual Ronaldo foi julgado por homicídio simples e tentativa de estupro e condenado à pena de seis anos de reclusão. Após recorrer da sentença, o promotor Pedro Henrique Miranda conseguiu que a pena fosse aumentada para oito anos e nove meses. Depois de cumprir a pena, Ronaldo foi solto. Mais tarde se tornaria empresário em seu estado, o Espírito Santo.[carece de fontes?]

## Cultura popular
- O nome de Aída é citado por Rita Lee na parte final da música “Todas as Mulheres do Mundo”, bem como na canção "Mônica", de autoria de Ângela Rô Rô, que trata de tema semelhante.
- Em 2004, o programa Linha Direta Justiça, da Rede Globo, apresentou uma reconstituição do assassinato de Aída Curi. A veiculação desse programa levou a família da vítima a mover uma ação de indenização contra a Globo, por reavivar uma "sinistra notoriedade que por tantos anos os perseguiram [sic]". O pedido foi negado nas instâncias inferiores e a ação foi julgada e também negada pelo Supremo Tribunal Federal em 11 de fevereiro de 2021. O processo, que tramitou por quase duas décadas, ficou conhecido como "Ação do Direito ao Esquecimento". A decisão foi de nove votos contra e um a favor. Segundo o entendimento da maioria, caso a ação fosse acatada, abriria precedentes para um possível cerceamento do direito à informação e da liberdade de imprensa.[17]

### Ruas com seu nome
Aída tem algumas ruas com o seu nome no estado do Rio e pelo resto do país:
- Rua Aída Curi: no Rio de Janeiro na Taquara, em Jacarepaguá.
- Rua Aída Curi: em Queimados (RJ) no bairro Jardim Guanabara
- Rua Aída Curi: em São Gonçalo (RJ) no bairro Raul Veiga.
- Rua Aída Curi: em Ipirá (BA) no centro da cidade.